# Hellerhof (Düsseldorf)
Hellerhof, Düsseldorf-Hellerhof — dzielnica miasta Düsseldorf w Niemczech, w okręgu administracyjnym 10, w kraju związkowym Nadrenia Północna-Westfalia, w rejencji Düsseldorf.  